# Сражение при Гранд-Порте
Битва при Гранд-Порте — морское сражение между фрегатами военно-морских сил Франции и королевского военно-морского флота Великобритании с 20 по 27 августа 1810 года за право обладания портом Гранд-Порт острова Маврикий. Битва стала одним из эпизодов Наполеоновских войн 1799—1815 годов.
Эскадра из четырёх британских фрегатов стремилась заблокировать порт, чтобы не дать французам возможности использовать его, при помощи укреплений на острове Пасс у входа в бухту. Этот остров был захвачен британцами 13 августа. Когда спустя 9 дней эскадра капитана Ги Виктора Дюперре подошла к бухте, британский коммандер, капитан Самуэль Пим, решил заманить их в прибрежные воды, где он лучше всего мог бы воспользоваться своим численным преимуществом.
Четырём из пяти французских кораблей всё-таки удалось прорваться сквозь британскую блокаду и стать на якорь в надёжном месте, защищённом рядом сложных рифов и отмелей, непроходимых без опытного лоцмана. Когда 22 и 23 августа Пим приказал своей эскадре атаковать французов, его корабли оказались в ловушке в узких каналах залива: два безнадёжно сели на мель, третий подвергся атаке превосходившими силами противника и был побеждён; четвёртый не смог занять позицию на расстоянии пушечного выстрела. Хотя французские корабли тоже получили значительные повреждения, их не сравнить с потерями англичан: получивший непоправимый ущерб корабль был захвачен; севшие на мель фрегаты были подожжены командами, чтобы их тоже не захватили; последний корабль был захвачен при попытке скрыться французской эскадрой из Порт-Луи под командованием Жака Гамелена.
Поражение Пима стало для британского флота самым тяжёлым за всю войну, одновременно оставив без защиты важнейшие торговые пути в Индийском океане. После столь тяжёлого поражения британские власти стремились укрепить эскадру сэра Джозайи Роули острова Реюньон. Однако, попытки собрать все доступные силы вместе вылились в череду стычек отдельных британских кораблей с более мощной и уверенной французской эскадрой. Только к декабрю 1810 года британцам удалось сформировать сильную боевую эскадру под командованием адмирала Альбемарля Берти, которому удалось быстро захватить Маврикий.

## Предпосылки
Наполеон не собирался просто так отдавать свои колонии, некоторые историки и вовсе прослеживают у Бонапарта намерения заняться восстановлением колониальной империи после победы в Европе. Наполеон посылал экспедиции на помощь французам в Америке и Азии, однако те по большей части выживали сами по себе. Многие эскадры терпели неудачи, однако в 1810 году флотилия коммодора Гамелена из трех фрегатов и брига прорвалась в Индийский океан, где занялась каперскими операциями. Изначально под его началом было пять фрегатов, однако два не сумели даже выйти из европейских портов.
Индийский океан был частью важнейших торговых путей Британской Империи. Английские корабли привозили в Европу дорогие товары, а оттуда — солдат, готовых расширять границы Империи. Голландские базы на Яве и мысе Доброй Надежды были захвачены к 1807 году. Маврикий и Реюньон были орешками покрепче не только из-за расстояний, но и из-за гарнизонов, в которых ополченцы сочетались с солдатами регулярных войск.
Коммодору Джосайе Роули поручили дать ответ дерзкому Гамелену. Роули на скорую руку собрал у мыса Доброй Надежды некоторые силы и стал преследовать Гамелена, блокируя французские порты, надеясь поймать последнего в ловушку. В июле он захватил Реюньон, где установил британское владычество. Гамелен использовал занятость англичан у Реюньона для организации рейда на Коморские острова перед возвращением к Маврикию. Остров являлся хорошо укрепленной базой с великолепной крепостью. Бухту прикрывали коралловые рифы.
Вопреки всеобщему мнению, победы англичанам никогда не давались просто. Французские приватиры наносили удары по британской торговле, сделав Мартинику и Маврикий своими главными базами в двух концах света. Самым известным из корсаров Бонапарта являлся Робер Сюркуф, однако Гамелен причинил англичанам не меньший вред — и в бою у Гранд-Порт с 20 по 27 августа 1810 года — даже нанес легендарному королевскому флоту ощутимое поражение.
Британская эскадра из четырёх фрегатов («Ифигения», «Нереида», «Сириус» и «Маг») намеревалась блокировать Гранд-Порт, используя укрепления на острове Пасс, который лежал у входа в бухту и помешать французам использовать его. Десятого августа французская батарея на острове Пасс была атакована четырьмястами солдатами из числа моряков и морских пехотинцев. Остров Пасс был захвачен англичанами 13 августа 1810 года, в ходе боя погибло семь англичан, а 18 были ранены. Были захвачены книги с французскими сигнальными морскими кодами. Британцы надеялись, что Гамелен может просто ошибиться и угодить в засаду.

## Прибытие эскадры Дюперре
Двадцатого числа в десять утра, к острову подошла флотилия капитана Ги-Виктора Дюперре из пяти судов: фрегатов «Беллона» и «Миневра», а также корвета «Виктор» и почти безоружных торговцев «Цейлон» и «Уиндхэм». Дюперре как раз возвращался на свою базу после атаки на Коморские острова. Капитан не знал о том, что остров Пасс был захвачен англичанами, а те, в свою очередь, надеялись завлечь французскую эскадру к берегу, посадить суда на мель и расстрелять из всех орудий, скрывая свое присутствие до последней минуты. Рядом с батареей находился фрегат капитана Уиллоугби «Нереида».
Над островом Пасс и «Нереидой» подняли французские знамёна. Дюперре, несмотря на протесты Пьера Буве, капитана «Миневры» решил, что «Нереида» – это один из судов Сюркуфа. Французский корвет «Виктор» вошел в канал у острова Пасс в 13:40. Уиллоугби приказал батарее на острове и своим канонирам открыть огонь, после первого же залпа на «Викторе» спустили флаг. Часть гарнизона острова Пасс и команды «Нереиды» на лодках попытались достичь «Виктора», чтобы взять корабль на абордаж. Внезапно «Миневра» и «Цейлон» вошли в канал и тогда лейтенант Николя Морис, новый командир корвета, приказал поднять флаг вновь. «Миневра», «Цейлон» и «Виктор» открыли огонь по форту. На острове Пасс после пушечного обстрела взорвался склад с боеприпасами, несколько англичан погибли, 12 были ранены, а шесть пушек – разрушены. Форт вышел из строя, многие из его потенциальных защитников и команды «Нереиды» болтались в лодках в море. Засада провалилась. Лодки плыли к «Нереиде» и большинство достигли её, однако преимущество Уиллоугби потерял.
К эскадре присоединилась «Беллона». Уиллоугби послал за помощью к «Сириусу», а Дюперре – к Гамелену. Тем же временем Уиллоугби заявил, что готов отступить, если Дюперре отдаст ему «Виктора», но французский капитан отказался. «Уиндхэм» в канал войти не смог и был захвачен английским «Сириусом». Англичане допросили пленников и узнали о стратегической ситуации всё необходимое.
Пим, капитан «Сириуса», послал за «Магом» и «Ифигенией», прося присоединиться к нему у Гранд-Порта.

## Битва

### Силы сторон
| Британский флот. Эскадра Пима.                                        | Британский флот. Эскадра Пима.  | Британский флот. Эскадра Пима. | Британский флот. Эскадра Пима. | Британский флот. Эскадра Пима.               | Британский флот. Эскадра Пима. | Британский флот. Эскадра Пима. | Британский флот. Эскадра Пима. | Британский флот. Эскадра Пима.    | Британский флот. Эскадра Пима. | Британский флот. Эскадра Пима. |
| Судно                                                                 | Ранг                            | Вооружение                     | Флот                           | Командир                                     | Урон                           | Урон                           | Урон                           | Прим.                             |                                |                                |
| Судно                                                                 | Ранг                            | Вооружение                     | Флот                           | Командир                                     | Убито                          | Ранено                         | Всего                          | Прим.                             |                                |                                |
| --------------------------------------------------------------------- | ------------------------------- | ------------------------------ | ------------------------------ | -------------------------------------------- | ------------------------------ | ------------------------------ | ------------------------------ | --------------------------------- | ------------------------------ | ------------------------------ |
| Sirius                                                                | Корабль 5 ранга                 | 36                             |                                | Капитан Самуэль Пим                          | 0                              | 0                              | 0                              | Затоплен, чтобы избежать захвата. |                                |                                |
| Iphigenia                                                             | Корабль 5 ранга                 | 36                             |                                | Капитан Генри Ламберт                        | 5                              | 13                             | 18                             | Захвачен 27 августа.              |                                |                                |
| Nereide                                                               | Корабль 5 ранга                 | 32                             |                                | Капитан Несбит Уиллоуби                      | 92                             | 130                            | 222                            | Захвачен 24 августа.              |                                |                                |
| Magicienne                                                            | Корабль 5 ранга                 | 32                             |                                | Капитан Люциус Кертис                        | 8                              | 20                             | 28                             | Затоплен, чтобы избежать захвата. |                                |                                |
| Урон: 105 убито, 163 ранено. Всего: 268. Все остальные попали в плен. |                                 |                                |                                |                                              |                                |                                |                                |                                   |                                |                                |
| Французский флот. Эскадра Дюперре.                                    |                                 |                                |                                |                                              |                                |                                |                                |                                   |                                |                                |
| Судно                                                                 | Ранг                            | Вооружение                     | Флот                           | Командир                                     | Урон                           | Урон                           | Урон                           | Прим.                             |                                |                                |
| Судно                                                                 | Ранг                            | Вооружение                     | Флот                           | Командир                                     | Убито                          | Ранено                         | Всего                          | Прим.                             |                                |                                |
| Bellone                                                               | Корабль 5 ранга                 | 40                             |                                | Капитан Ги Виктор Дюперре                    | 13                             | 35                             | 48                             |                                   |                                |                                |
| Minerve                                                               | Корабль 5 ранга                 | 48                             |                                | Капитан Пьер Буве                            | 15                             | 42                             | 57                             |                                   |                                |                                |
| Victor                                                                | Корвет                          | 18                             |                                | Лейтенант Николя Морис Заменён Анри Мойсоном | 4                              | 1                              | 5                              |                                   |                                |                                |
| Ceylan                                                                | Захваченный Ост-индский корабль | 26                             |                                | Лейтенант Винсент Молак                      | 4                              | 19                             | 23                             |                                   |                                |                                |
| Windham                                                               | Захваченный Ост-индский корабль | 26                             |                                | Энсин д’Арод                                 | 0                              | 0                              | 0                              | 21 августа захвачен HMS Sirius.   |                                |                                |
| Урон: 36 убито, 112 ранено.                                           |                                 |                                |                                |                                              |                                |                                |                                |                                   |                                |                                |
| Французский флот. Эскадра Гамелена.                                   |                                 |                                |                                |                                              |                                |                                |                                |                                   |                                |                                |
| Судно                                                                 | Ранг                            | Вооружение                     | Флот                           | Командир                                     | Урон                           | Урон                           | Урон                           | Прим.                             |                                |                                |
| Судно                                                                 | Ранг                            | Вооружение                     | Флот                           | Командир                                     | Убито                          | Ранено                         | Всего                          | Прим.                             |                                |                                |
| Vénus                                                                 | Корабль 5 ранга                 | 40                             |                                | Коммодор Жак Гамелен                         | —                              | —                              | —                              |                                   |                                |                                |
| Manche                                                                | Корабль 5 ранга                 | 40                             |                                | Капитан Жан Гай Дорнал                       | —                              | —                              | —                              |                                   |                                |                                |
| Astrée                                                                | Корабль 5 ранга                 | 40                             |                                | Капитан Рене Ле Марант                       | —                              | —                              | —                              |                                   |                                |                                |
| Entreprenant                                                          | Бриг                            | 16                             |                                | Капитан Пьер Буве                            | —                              | —                              | —                              |                                   |                                |                                |
| Источники: Macmillan pp. 29–37, James pp. 273–289                     |                                 |                                |                                |                                              |                                |                                |                                |                                   |                                |                                |

### Атака британцев
22 августа британцы приблизились к Маврикию. Из-за ошибки в сигналах, подаваемых «Нереидой», Пим подумал, что французы выстроились полумесяцем и что ему нужно двигать свои корабли по одному. Дюперре тем временем отдал приказ своим людям сместить фарватерные буи в бухте. Приказ был выполнен успешно. Губернатор Маврикия Шарль Декан спешно собирал ополчение и разворачивал пушки береговых укреплений, готовясь поддержать своих соотечественников.
22 августа в 14-40 Пим атаковал французов, однако не имел лоцмана и потому сел на мель, откуда снялся лишь в 08-30 23 августа. «Нереида» не позволила кораблям Дюперре открыть огонь по судну Пима. К десяти часам прибыли «Маг» и «Ифигения». Четыре с половиной часа капитаны совещались и выступили вперед, решив сражаться в канале между островом Пасс и Маврикием. «Маг» и «Сириус» сели на мель ровно через полчаса после снятия с якоря. «Ифигения» вступила в перестрелку с «Миневрой» и «Цейлоном», а «Нереида» сражалась с «Беллоной» и «Виктором». Пушки «Мага» обстреливали «Виктора», так как корвет находился в зоне поражения. «Цейлон» сдался очень быстро, однако лодки с «Мага» не достигли корабля: британцам удалось сильно повредить его, но не захватить. Французские суда отошли к мели, включая и «Цейлон». Удачное расположение французов позволило им выйти из зоны поражения, однако идеальное расположение «Беллоны» позволяло продолжать стрелять по «Нереиде» и повредить её руль и якорь. Положение судна Уиллоугби стало просто угрожающим: его относило под огонь французов. В восемь часов ответным огнём «Нереиды» был ранен в голову Дюперре, который потерял сознание, балансируя между жизнью и смертью. Офицеры унесли его в каюту и стремились скрыть состояние Дюперре от остальных судов, опасаясь паники. Командовал эскадрой Буве с борта «Беллоны». Буве при помощи с берега построил импровизированный мост из деревьев и канатов, по которому с Маврикия на борт доставили людей и боеприпасы. При помощи вбитых железных крюков на «Беллоне» установили несколько новых орудий. У фрегата Буве выросла вторая орудийная палуба. К десяти часам вечера обстреливаемая с нескольких сторон «Нереида» превратилась в плавающие обломки. Около двухсот человек были убиты и ранены, включая обоих лейтенантов. Уиллоугби потерял глаз. Буве, понимая, что почти расправился с «Нереидой» перенес основной огонь на «Мага». Уиллоугби отказывался сдаваться и просил «Сириус» прислать помощь, однако капитан Пим отказался рисковать своими, стаскивая «Сириуса» и «Мага» с мели. Он предложил Уиллоугби поджечь корабль и с остатками команды пересесть в шлюпки. Пим рассчитывал, что огонь перекинется на суда Дюперре. Уиллоугби отказался, так как на «Нереиде» было недостаточно шлюпок, чтобы забрать всех раненых, а капитан бросать своих людей в беде не собирался. В одиннадцать часов вечера Уиллоугби отправил к французам их же пленника с предложением о сдаче. Француз-курьер не использовал ялик капитана (тот был поврежден), а плыл сам. Буве был все еще зол на Уиллоугби за использование французского триколора в засаде двадцатого числа и повременил с решением до утра, прежде чем принял сдачу противника.
В два часа ночи 24 августа «Беллона» прекратила огонь по «Нереиде». Пим тем временем пытался сняться с мели. «Ифигения», остававшаяся на плаву не могла стрелять по французам, не рискуя попасть в «Нереиду». Капитан Ламберт с «Ифигении» получил приказ отбуксировать «Сириуса» с мели. Тем временем «Маг» достиг определенных успехов даже в своем парализованном положении: была уничтожена береговая батарея французов. Картина была чудная: французские суда были в кучу "свалены" у берега, а «Сириус» и «Маг» оставались хоть и вне радиуса поражения кораблей Дюперре, но и не могли самостоятельно сняться с мели. Буве вновь открыл огонь по все еще поднятому «Юнион Джеку» на борту «Нереиды» и не прекращал, пока Уиллоугби не спустил его.
Капитан Ламберт заявил, что готов атаковать французов и попросил у Пима подкреплений из числа абордажников, заявляя, что готов справиться с французами и сам. Пим запретил ему и вместо этого приказал подходить к нему. В десять утра 24 числа «Ифигения» и «Сириус» соединились. К этому моменту «Маг» дал течь: команда срочно эвакуировалась на «Ифигению». Самого «Мага» подожгли. В одиннадцать часов вечера корабль взорвался. Несколько раньше, в три часа дня, очнувшийся Дюперре отправил абордажную партию на борт «Нереиды» под командованием лейтенанта Россина. Россин обезвредил орудия, освободил пленников и передал Уиллоугби некоторые лекарства для английских раненых. В своем отчете Дюперре он указал, что насчитал около ста мертвых или умирающих на борту «Нереиды».
В четыре утра 25 августа воздвигнутая губернатором Деканом береговая батарея открыла огонь по «Сириусу» и «Ифигении». «Сириус» был сильно поврежден за эти несколько дней и Пим отдал приказ покинуть корабль и поджечь его. Французские шлюпки попытались захватить «Сириус», рассчитывая взять его на абордаж до взрыва. Пим спустил шлюпки «Ифигении» на воду и между лодками завязалась серьезная стычка. В 11 утра «Сириус» был уничтожен. Тем временем Дюперре послал на «Нереиду» призовую команду, которая взяла судно под контроль.
В полночь 21 августа эскадра Гамелена, состоявшая из фрегатов «Венера», «Манш», «Астра» и брига «Предприимчивый» двинулась на помощь Дюперре. По дороге Гамелен захватил британский транспортный корабль «Рейнджер», на котором было триста тонн необходимого Маврикию продовольствия. В час дня 27 августа, задержанный враждебными ветрами, Гамелен прибыл к западному берегу Маврикия. Еще через два дня он наконец обнаружил корабли Пима и Дюперре у Гранд-Порта. Стоял штиль: Ифигения медленно дрейфовала к каналу. К коммодору Роули уже послали весть о нужде в помощи.

## Поражение британцев
Утром 27-го числа Ламберт заметил паруса «Предприимчивого». Он отправил парламентера к Гамелену с предложением сдать позиции на острове Пасс, если «Ифигению» пропустят к Реюньону. Гамелен потребовал обменять всех пленников и сдачи острова и «Ифигении» без сопротивления и без пропуска к Реюньону. Ламберт получил такое же предложение от губернатора Декана. В итоге капитан предпочел сдаться другому моряку - Гамелену, приняв его условия. Англичан ждала тюрьма, но им по крайней мере помогали французские врачи, лечившие своих сдавшихся врагов. Губернатор Декан был разгневан, что коммодор не посоветовался с ним, однако это все равно было победой французского флота.

## Итоги и последствия
Битва считается самым серьезным поражением британского флота. Четыре фрегата были потеряны со всеми командами. 105 человек погибли, 168 – ранены. Дюперре, Декан и Гамелен потеряли 36 человек убитыми и 112 ранеными. Позиция Роули стала угрожающей. Эскадра Гамелена, усиленная «Ифигенией» отогнала Роули к Реюньону. Буве возглавил атаку на остров, пока Гамелен захватил еще два британских фрегата. Роули все же одолел Гамелена, захватив самого коммодора вместе с его флагманом «Венера». В декабре 1810 Маврикий пал перед британским десантом, высаженным с бортов новой флотилии вторжения вице-адмирала Албемарля.
Во Франции битву у Гранд-Порт широко отмечали. Это единственное морское сражение, чье название выбито на Триумфальной Арке. 
Все четыре британских капитана были судимы военным судом, но оправданы. Уиллоугби широко критиковали за ошибку при передаче сигналов, однако фактического наказания не последовало. Англия была шокирована одним из немногих поражений своего флота.
30 декабря 1899 года на Маврикии, в Гранд-Порте был воздвигнут монумент, посвященный памяти британских и французских моряков, павших в этом бою.